# Cinema International Corporation

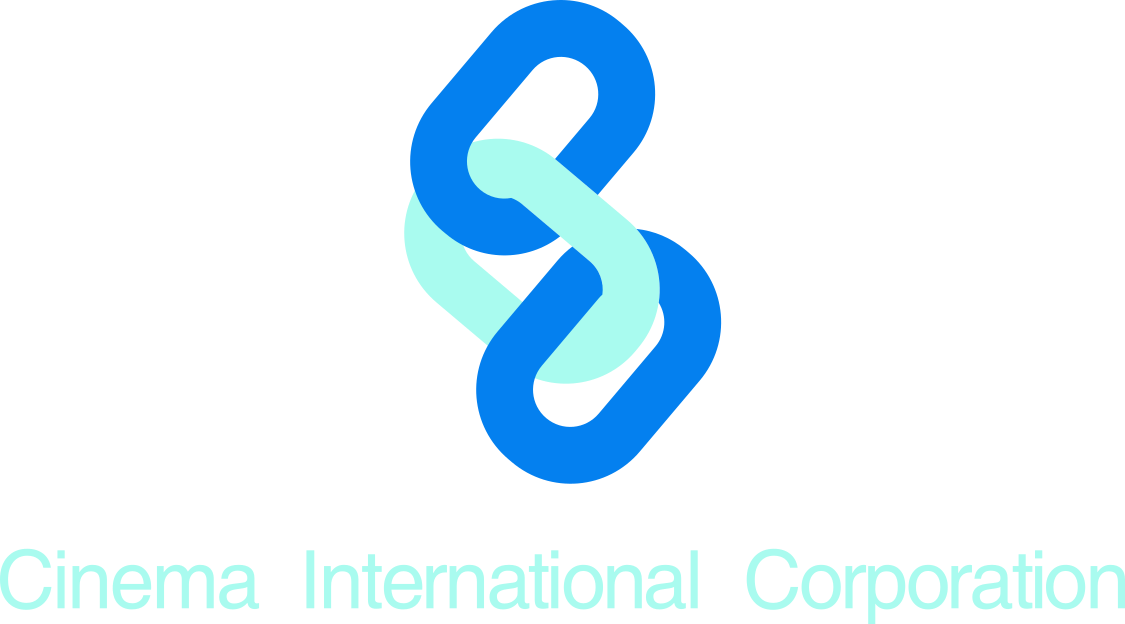
Logo della Cinema International Corporation

La Cinema International Corporation, nota anche come CIC era una casa di distribuzione cinematografica statunitense fondata negli anni '70 dalla Paramount Pictures e dalla Universal Studios per distribuire i film da loro prodotti al di fuori degli Stati Uniti.

## Storia
Il 1º luglio 1971, nel tentativo di limitare i costi di distribuzione internazionale dei lungometraggi, la Paramount e la Universal decisero di fondare una società di distribuzione cinematografica per distribuire i film dei due studios al di fuori del Stati Uniti: la Cinema International Corporation (CIC).
Nel novembre 1973 la Metro-Goldwyn-Mayer chiuse i suoi uffici di distribuzione e divenne socio della CIC, la quale divenne distributrice internazionale anche dei film della MGM.
Nel 1980 la CIC entrò nel mercato della distribuzione home video creando la CIC Video, che distribuì a livello mondiale i film di Paramount e Universal. Tuttavia, la MGM aveva già una propria azienda di distribuzione home video, la MGM/UA Home Video.
Nel 1981 la MGM acquistò la United Artists, che aveva una propria unità di distribuzione internazionale, ma non poté abbandonare la joint venture CIC allo scopo di fondersi con le operazioni oltreoceano della UA. Tuttavia, dato che per le future produzioni era prevista la pubblicazione in patria sotto il marchio MGM/UA Entertainment, la CIC decise di unirsi alle unità di distribuzione internazionali di UA, cambiando quindi il proprio nome in United International Pictures.
Il marchio CIC da quel momento visse solo della sua divisione video, la quale divenne gestita direttamente come una joint venture della Paramount Home Video e della MCA Videocassette, Inc. (divenuta in seguito la MCA Home Video e quindi la MCA/Universal Home Video). La CIC Video sopravvisse fino ai primi anni 2000, quando la Universal acquistò la PolyGram e riorganizzò la sua divisione video (che era una joint venture con quella che in seguito diventò la Sony Pictures Home Entertainment) sotto il nome Universal, mentre la Paramount si creò una propria divisione video.